# 特定非営利活動法人 確定拠出年金教育協会
特定非営利活動法人 確定拠出年金教育協会（かくていきょしゅつねんきんきょういくきょうかい、英: Institute for the Advancement of Defined Contribution Plans：DC/iDeCo Inst.、略称はNPO法人DC・iDeCo協会）は、確定拠出年金の加入対象者となりうるすべての国民に対して、老後の資産形成、人生設計に役立てていけるような、確定拠出年金関連の環境整備とを正しい知識の普及などを目的として、2002年1月21日に東京都より「特定非営利活動法人」（NPO法人）として認証を受け設立された組織。

## 事業概要
主な活動内容は、iDeCoナビの運営・エクセレントカンパニー表彰の実施・調査活動・セミナー開催・会報誌発行、等。
iDeCoナビ
自動移換に対する問題意識から、個人型確定拠出年金の運営管理期間の情報を纏めた個人型確定拠出年金ナビ（現iDeCoナビ）を2015年に立ち上げる。その後iDeCoの愛称普及を機に、認知が拡大。2021年2月時点の利用者は700万人となっている。
エクセレントカンパニー表彰
DC制度施行10周年を機にDC制度運営に熱心な企業をDCエクセレントカンパニーとして表彰。以降、DCエクセレントカンパニー表彰を毎年実施。DCエクセレントカンパニーは、DCガバナンス部門・教育部門を公募で募り審査の上決定。表彰事業は厚生労働省・企業年金連合会・株式会社東京証券取引所・一般社団法人投資信託協会が後援している。
調査
2006年より企業型確定拠出年金規約承認企業の制度運営担当者に対して、「企業型確定拠出年金担当者の意識調査」を実施し、実態を把握すると共に、所管である厚生労働省に対して報告を行っている。本調査は企業型DCの調査として大規模となっている。その他、継続教育、マッチング、運用商品に関する各調査を実施、企業型確定拠出年金・iDeCo（個人型確定拠出年金）の加入者に対しても実態調査を実施している。
セミナー
2011年より毎年企業型DC制度運営担当者向けのDCフォーラムを開催。本セミナーは厚生労働省担当課長、DC制度導入事業会社、DC商品提供会社の登壇等、制度・教育・商品に関する最新情報を入手する機会となっている。2018年からは、株式会社東京証券取引所・一般社団法人投資信託協会と共催で企業型確定拠出年金カンファレンスを開催。その他、DC運用商品について解説するDCファンドゼミナールを開催している
会報誌
年に1度企業型確定拠出年金の制度運営担当者向けにDCウェーブを発行している。

## 沿革・活動実績
- 2002年（平成14年）1月　
  - 確定拠出年金制度の発展の加入者が自律的に生きる力の強化に対して貢献するため、特定非営利活動促進法に基づいたNPO法人として設立
- 2004年（平成16年）　　
  - フィデリティ投信と共催で「企業型確定拠出年金の加入者実態調査」[6]実施
- 2006年（平成18年）
  - 確定拠出年金導入企業の担当者を対象とした「第1回 DC担当者意識調査」[7]実施
- 2007年（平成19年）
  - 「第2回 DC担当者意識調査」実施
- 2008年（平成20年）
  - 「第3回 DC担当者意識調査」実施
- 2009年（平成21年）
  - 企業担当者のための機関雑誌「DCウェーブ」を発行
  - 規約承認企業担当者に対して配布を開始
  - 「第4回 DC担当者意識調査」実施
- 2010年（平成21年）
  - 「DC金融プロフェッショナル・セミナー」開催
  - 「第5回 DC担当者意識調査」
  - 企業担当者のための機関雑誌「DCウェーブ」を発行
- 2011年（平成23年）
  - 確定拠出年金制度スタート10周年を記念して、「DC10周年記念セミナー＆エクセレントカンパニー表彰」を開催。優れた運営や加入者教育を行っている企業をエクセレントカンパニーとし、10社を表彰
  - 「第6回 DC担当者意識調査」実施
  - 企業担当者のための機関雑誌「DCウェーブ」発行
- 2011年（平成23年）
  - 「べね確定拠出年金セミナーin東京」開催
  - 「第7回 DC担当者意識調査」実施
  - 企業担当者のための機関雑誌「DCウェーブ」発行
- 2012年（平成24年）
  - 「DC投資教育ゼミナールin東京」[8]開催
  - 「第1回 DCフォーラム＆エクセレントカンパニー表彰」[9]開催
  - 「第8回 DC担当者意識調査」実施
  - 企業担当者のための機関雑誌「DCウェーブ」発行
- 2013年（平成25年）
  - 「第2回 DCフォーラム＆エクセレントカンパニー表彰」開催
  - 「第9回 DC担当者意識調査」実施
- 2014年（平成26年）
  - 「第3回 DCフォーラム＆エクセレントカンパニー表彰」開催
  - 「第10回 DC担当者意識調査」実施
  - 企業担当者のための機関雑誌「DCウェーブ」発行
- 2015年（平成27年）
  - 「第4回 DCフォーラム＆エクセレントカンパニー表彰」開催
  - 「第11回 DC担当者意識調査」実施
  - 企業担当者のための機関雑誌「DCウェーブ」発行
  - 個人型確定拠出年金比較サイト「個人型確定拠出年金ナビ」開始
- 2016年（平成28年）
  - 「第5回 DCフォーラム＆エクセレントカンパニー表彰」開催
  - 「第12回 DC担当者意識調査」実施
  - 企業担当者のための機関雑誌「DCウェーブ」発行
  - 個人型確定拠出年金比較サイトを「iDeCoナビ」に名称変更
- 2017年（平成29年）
  - 「第6回 DCフォーラム＆エクセレントカンパニー表彰」開催
  - 「第13回 DC担当者意識調査」実施
  - 企業担当者のための機関雑誌「DCウェーブ」発行
- 2018年（平成30年）
  - 「DCエクセレントカンパニー表彰2017」
  - 「第1回企業型確定拠出年金カンファレンス」[10]開催
  - 「第7回 日本DCフォーラム」開催
  - 「第14回 DC担当者意識調査」実施
  - 企業担当者のための機関雑誌「DCウェーブ」発行
- 2019年（令和元年）
  - 「第2回 企業型確定拠出年金カンファレンス」開催
  - 「第8回 DCフォーラム＆エクセレントカンパニー表彰」開催
  - 「第15回 DC担当者意識調査」実施
  - 「DCエクセレントカンパニーフォーラム in 大阪」[11]開催
  - 企業担当者のための機関雑誌「DCウェーブ」発行
- 2020年（令和2年） 
  - 協会の略称をNPO法人401k教育協会からNPO法人DC・iDeCo協会に変更
  - 「第3回 企業型確定拠出年金カンファレンス」開催
  - 「第9回 DCフォーラム＆エクセレントカンパニー表彰」開催
  - 「第16回 DC担当者意識調査」実施
  - 企業担当者のための機関雑誌「DCウェーブ」発行
- 2021年（令和3年）
  - 「第10回 DCフォーラム&エクセレントカンパニー表彰」開催
  - 「第17回DC担当者意識調査」実施
  - 「iDeCoナビリニューアルのメディア説明会」開催
  - 企業担当者のための機関雑誌「DCウェーブ」を発行
- 2022年（令和4年）
  - 「DCガバナンスセミナー」[12]オンライン公開
  - 「第4回 企業型確定拠出年金カンファレンス」オンライン公開
  - 「DCファンドゼミナール」[13] オンライン公開
  - 「第11回 日本DCフォーラム 」開催
  - 「事例に学ぶ～DCエクセレントカンパニーセミナー」[14]公開
  - 「第18回DC担当者意識調査」実施
  - 企業担当者のための機関雑誌「DCウェーブ」発行

## これまでの協会理事
- 京極高宣
- 楠本くに代
- 小嶋干城
- 清家篤
- 日向隆
- 森戸英幸
- 米澤康博
- 高山憲之
- 秦穣治
- 福原正大